# Programme de médicalisation des systèmes d'information
Le Programme de médicalisation des systèmes d'information (PMSI) est un dispositif faisant partie de la réforme du système de santé français ayant pour but la réduction des inégalités de ressources entre les établissements de santé (ordonnance du 24/04/1996). Afin de mesurer l'activité et les ressources des établissements, il est nécessaire de disposer d'informations quantifiées et standardisées, le PMSI.

## Historique et déroulement
L'histoire du PMSI débute en France en 1982 par le « projet de médicalisation des systèmes d'information », son objectif étant de définir l'activité des établissements et de calculer l'allocation budgétaire qui en découlait. Il a été mis en place par Jean de Kervasdoué, responsable de la Direction des Hôpitaux. En 1996, dans le cadre du plan sur la sécurité sociale d'Alain Juppé, une ordonnance renforce le projet PMSI.
Le modèle du PMSI a été importé de Boston, auprès du professeur Robert Fetter (Université Yale, États-Unis) et les modèles des DRG (de l'anglais : Diagnosis Related Groups) : il s'agissait d'une construction empirique des coûts d'hospitalisation en fonction de plusieurs millions de séjours hospitaliers. Les données collectées ont fait l'objet d'un classement en un nombre volontairement limité de groupes de séjours présentant une similitude médicale et un coût voisin. Près de 500 groupes DRG avaient été créés. Ces groupes avaient donc une double homogénéité médicale et financière.
Au départ, en France, il n'a été utilisé que pour des objectifs descriptifs (épidémiologie, connaissance de l'activité des établissements de santé), et non financiers.
Par contre les États-Unis avaient mis en place le financement de certains séjours dès 1983, avec le système des DRG, sur une période de cinq ans.
Durant une dizaine d'années en France, le PMSI va s'étendre progressivement avec des expérimentations, tant dans le secteur public que dans le privé. Ces expérimentations ayant pour but l'étude de la faisabilité d'une tarification sur la base du PMSI.
Depuis la loi du 31 juillet 1991, les établissements de santé, publics et privés, doivent procéder à l'évaluation et à l'analyse de leur activité.
L'arrêté du 20 septembre 1994 et la circulaire du 10 mai 1995 fixent l'obligation faite aux établissements hospitaliers sous compétence tarifaire de l'État (établissements publics, assimilés et privés à but non lucratifs) de transmettre leurs données sous la forme de résumés de sortie anonymes (R.S.A.) aux DRASS. Cette obligation est étendue en 1997 aux établissement de santé privés à but lucratif qui doivent transmettre cette information aux CNAMTS.
Pour les séjours hospitaliers MCO (médecine-chirurgie-obstétrique), cette analyse est fondée sur le recueil systématique et le traitement automatisé d'une information médico-administrative minimale et standardisée, contenue dans le Résumé de Sortie Standardisé (RSS).
Depuis 2005, le PMSI est utilisé pour la mise en œuvre de la tarification à l'activité (T2A), nouveau système de rémunération des hôpitaux, basé sur leur activité.
La valorisation de cette activité dans le cadre du PMSI permet de rémunérer cette activité en conséquence.
Pour ce qui concerne le secteur SSR (soins de suite et de réadaptation, ancien « moyen séjour »), le PMSI est obligatoire pour tous les établissements depuis 2003. Le recueil est différent, plus axé sur la notion de mode de prise en charge (convalescence, rééducation, etc.) et sur le degré de dépendance du patient.
Dans le cas de l'hospitalisation à domicile, de même, existe un système spécifique de recueil d'information, qui a permis de mettre en place la T2A dans ce secteur en 2005 comme pour les disciplines MCO.
Un recueil d'information en psychiatrie, le RIM P (recueil d'information médicalisée en psychiatrie, se substituant à un ancien projet de PMSI psychiatrie), complète le dispositif.

## Création de l'Agence technique de l'information sur l'hospitalisation (ATIH)
En 2000, l'ATIH, établissement public de l’État à caractère administratif placé sous la tutelle des ministres chargés de la santé, des affaires sociales et de la sécurité sociale, est créée pour collecter des données du PMSI, gérer les classifications médico-économiques, les études de coûts, la restitution des informations, et participer à l’élaboration des nomenclatures de santé.
L'ATIH est née de la fusion de trois structures : 
- le pôle d’expertise et de référence nationale des nomenclatures de santé (Pernns), chargé de la maintenance des nomenclatures de santé et de la réalisation de la classification médico-économique en MCO ;
- le centre de traitement des informations du PMSI (CTIP), chargé du traitement des données nationales du PMSI et de la diffusion des logiciels de recueil et de production des données ;
- la mission PMSI du ministère chargé de la santé.

## Principes du PMSI MCO (Médecine Chirurgie Obstétrique)

### Le recueil (RUM RSS)
- Pour chaque séjour d'un patient hospitalisé il est réalisé un résumé de sortie standardisé (RSS). Ce RSS est réalisé le plus tôt possible après la sortie du patient.
- Il contient obligatoirement un diagnostic principal, qui est le problème de santé qui a motivé l’admission du patient dans l’unité médicale (UM), déterminé à la sortie de l’UM. Depuis la Version 11 mise en place en 2009, ce n'est plus forcément le diagnostic qui a motivé l'effort de ressources. Une infection nosocomiale aussi importante soit-elle ne peut donc plus être codée en  diagnostic principal (DP).
- Le RSS peut aussi contenir un « diagnostic relié » (au motif du séjour), et des « diagnostics associés » (« significatifs » s'ils ont consommé des ressources, « documentaires » dans le cas contraire).

Le diagnostic relié ne peut exister que si le diagnostic principal est un diagnostic du chapitre 21 de la CIM (codes en Z qui regroupent les motifs de prise en charge du type « séance de chimiothérapie ») et s'il s'agit d'une maladie chronique ou de longue durée. Son rôle est d'améliorer la précision documentaire du codage en indiquant la pathologie à l'origine du motif de prise en charge que représente le code « Z ».
- Les diagnostics sont codés d'après la CIM-10 (Classification internationale des maladies et recours aux services de santé no 10) édité par l'OMS et faisant l'objet d'extensions régulières par le ministère français de la santé.
- Il peut aussi contenir des actes techniques codés d'après la CCAM (Classification commune des actes médicaux).
- Si le séjour dans l'établissement a fait l'objet de mutations dans plusieurs unités de soins (différentes spécialités, unité de soins intensifs, etc.), chaque unité fournit à la sortie du patient un « RUM » (résumé d'unité médicale). Le RUM contient des données concernant le séjour du patient dans une UM donnée : date de naissance du patient, sexe, code postal, date d'entrée dans l'UM, date de sortie... et ses données médicales comme le score IGS2, le diagnostic principal, les diagnostics associés (1 à 99), les actes (1 à 99) ... La synthèse des RUM successifs permettra de faire le RSS (résumé standardisé de sortie) pour l'ensemble du séjour, selon un algorithme précis.
- Les RSS sont pseudonymisés[9] et deviennent alors des « RSA » (résumés de sortie anonymes) pour transmission à l'agence régionale de la santé (ARS). A noter que le nom de ce fichier laisse croire, à tort, qu'il est anonyme alors qu'il est uniquement dé-identifié ou pseudonymisé. La ré-identification est donc possible.

Cette pseudonymisation se fait par hachage du NIR, identifiant direct du patient, par un algorithme de hachage validé en 2001 par la CNIL : il s'agit de transformer les chiffres permettant l'identification du patient en une chaîne de caractères, chiffres et lettres, par une fonction de calcul complexe et irréversible. Pour citer l'expertise de la CNIL de l'époque, cette fonction rendait quasiment impossible un calcul inverse, c'est-à-dire retrouver les données identifiantes du patient. Cette fonction de hachage a pour intérêt à la fois de ne pas exposer l'identifiant direct du patient, mais également d'effectuer un réel suivi épidémiologique puisque, pour un patient donné, on obtient le même numéro anonyme.

### Le groupage GHM
- Toutes ces données codées sont saisies dans un logiciel puis exportées vers un logiciel adéquat appelé « groupeur ». Il permet notamment de fabriquer le RSS à partir des RUM d'après un algorithme complexe. Les versions de groupage évoluent régulièrement. La fonction groupage actuelle est la version définitive 11g[11], effective depuis le 1er mars 2015.
- Le groupeur classe chaque séjour d'après les différentes données administratives et médicales codées dans un groupe homogène de malades (GHM) unique.
- La classification GHM, régulièrement actualisée, est une classification médico-économique, c'est-à-dire qu'elle tient compte de données économiques pour l'homogénéité des groupes, en plus des données médicales.
- Certains GHM sont très homogènes et ont un écart type de coût très faible (par exemple « Intervention sur le cristallin en ambulatoire»). D'autres à l'inverse sont plutôt « fourre tout » (Par exemple « Symptômes et autres recours aux soins des affections du système nerveux »).
- Selon l'âge ou la présence de certaines comorbidités, ou d'autres critères de cet algorithme, un patient sera classé dans un GHM différent ; dans la majorité des cas, 4 niveaux de sévérité sont définis par racine de GHM hors ambulatoire.
- Le nombre des GHM racine est variable au fil de l'évolution de la classification, mais tourne autour des 600.
- À chaque GHM racine correspond un ou plusieurs GHS (groupes homogènes de séjours), assortis de tarifs mis à jour chaque année. Il existe ainsi un paiement au forfait pour chaque GHS, qui est le prix réglé à l'établissement pour ce séjour.
- Les tarifs de GHS sont différents pour les établissements « publics » et les établissements « privés ». Le tarif privé est en général plus bas, ne serait-ce que parce que les honoraires des médecins sont facturés à part.

Un GHS peut avoir une borne basse, c'est-à-dire un nombre de jours minimum où le patient doit rester hospitalisé s'il appartient à ce GHS : s'il reste moins longtemps, le forfait payé à l'hôpital est abattu d'une certaine valeur fournie dans la grille tarifaire.
Le GHS a également une borne haute : c'est la durée maximale au-delà de laquelle il est considéré que l'on sort du séjour "normal" pour ce type de patient. Si le séjour se prolonge au-delà de cette borne haute, il existe une valorisation par jour supplémentaire.
Un établissement a de toute façon davantage intérêt à diminuer la longueur des séjours, car il est rémunéré de la même manière selon que le patient reste 5 ou 10 jours, pour la plupart des GHS.
On surveille ainsi la DMS : la Durée Moyenne de Séjour, qui est un indicateur de la perte potentielle financière si des séjours se prolongent de façon notable.
- La base des GHM est transmise régulièrement aux services déconcentrés de l'État (ARS) via une plateforme nationale gérée par l'Agence technique de l'information sur l'hospitalisation[12]. L'information est ensuite transmise à l'assurance maladie pour paiement. Elle est initialement anonymisée sous la responsabilité du médecin responsable de l'information médicale (DIM). Le principe de cette anonymisation des données agrégées s'applique à toutes les variantes du PMSI.

## Principe du PMSI SSR (soins de suite et de réadaptation)
Il est différent de celui du MCO, en s'attachant en priorité à la prise en charge, et secondairement seulement aux pathologies. Il fait référence au degré de dépendance. Par ailleurs il ne s'établit pas sur la base du séjour mais d'une semaine de présence du patient dans l'établissement. 
Le modèle décrit ci-dessous est en cours de refonte durant cette année 2007, et un nouveau modèle plus fiable sera présenté au cours du mois de juin 2008.

### Le recueil RHS

#### Rythme du recueil
L'unité de soins fournit chaque semaine un RHS, résumé hebdomadaire de séjour. 
Ce rythme est basé sur la semaine calendaire, c’est-à-dire du lundi 0 heure au dimanche 24 heures. Par exemple, si le patient entre un vendredi dans un établissement et en ressort le mardi suivant, l'unité doit produire deux RHS : un du vendredi au dimanche soir, un autre du lundi matin au mardi.
Cependant, les séjours en soins de suite et de réadaptation étant souvent prolongés, le nombre de RHS fournis correspond la plupart du temps au nombre de semaines passées dans l'établissement.

#### Données médicales
- - Motif de prise en charge : Par exemple : Rééducation cardiaque ou Soins palliatifs.
  - Manifestation morbide principale : Par exemple : Insuffisance cardiaque.
  - Affection étiologique : Par exemple : Maladie aortique.
  - Diagnostics associés : Sans commentaire.
  - Actes : Liste établie d'actes réalisables en SSR : Par exemple : Entretien de site implantable.

#### Niveau de dépendance
Établi selon la grille des activités de la vie quotidienne (AVQ).

#### Indicateur SIIPS
Les établissements qui participent à l'ENC SSR recueillent l'indicateur SIIPS (Soins Infirmiers Individualisés à la Personne Soignée).

#### Temps intervenants
Les différents intervenants notent le temps hebdomadaire qu'ils ont consacré au patient : Kinésithérapeute, orthophoniste, diététicien, psychologue, ergothérapeute, etc. Le personnel infirmier et aide soignant n'est pas concerné.
(ce n'est plus le cas depuis le premier janvier 2009, dorénavant, les actes sont codés avec le catalogue CdARR).
À partir de juillet 2012, les établissements SSR peuvent coder en utilisant le catalogue CSARR (catalogue spécifique des actes de rééducation et de réadaptation). Jusqu'à la fin de l'année 2012 l'utilisation du CdARR et du CSARR seront possibles simultanément pour permettre aux établissements de passer progressivement sur le nouveau catalogue qui devrait-être le seul catalogue utilisé à partir de 2013.

### La valorisation en CMC & GHJ
À partir de ces RHS et après codage des données médicales, tout est saisi dans un logiciel groupeur. 
Ce groupage aboutit au classement de chaque semaine de séjour dans :
- Une catégorie majeure clinique (CMC)
- Un groupe homogène de journées (GHJ)

Dans le cadre de la future valorisation de tarification à l'activité, un tarif est appliqué à chaque GHJ, ce qui correspond à un retour au paiement par « prix de journée » pondéré en fonction du type de prise en charge.

## Autres secteurs

### Le PMSI des urgences
Des expérimentations ont été réalisées au début des années 2000 d'un PMSI Urgences. La lourdeur du recueil est telle qu'à ce jour ces expérimentations n'ont pas abouti à un réel programme de mise en place. Mais un recueil basé sur les RPU (résumés de passage aux urgences) est en cours de généralisation dans les services d'urgences.
Les SAMU et SMUR assurent des missions de service public, non « tarifables » faute de pouvoir être aisément quantifiées par le PMSI. Aussi leur financement est-il assuré par les MIGAC (Missions d'Intérêt Général d'Aide à la Contractualisation), dotation financière annuelle négociée avec les ARS.

### Le RIM Psychiatrie
Le recueil est basé sur le « RIM P » (recueil d'information médicale Psychiatrie) qui ressemble assez au PMSI SSR mais est aussi utilisé pour les actes externes (RAA). Il est basé sur la notion de « séquence » de soins.
Ce recueil se situe dans le cadre général du projet de Valorisation de l'Activité en Psychiatrie, en cours de définition. Le projet du gouvernement reste la création d'un modèle de financement nouveau des activités de psychiatrie.
Le recueil des données comportait pour l'année 2007 les RIM P pour :
- les séjours en hospitalisation à temps complet (et toutes les autres prises en charge à temps complet, comme le séjour en post-cure psychiatrique, l'hospitalisation à domicile, le placement familial et les centres de post-cure psychiatriques) ;
- les séjours à temps partiel (hospitalisation de nuit, hospitalisation de jour, atelier thérapeutique et CATTP - Centre d'accueil thérapeutique à temps partiel) ;
- les données concernant l'ambulatoire (en psychiatrie, le terme « ambulatoire » n'est pas un exact synonyme de l'ambulatoire en MCO).

Il s'agit de tous les soins qui ne se font pas « intra-muros », c'est-à-dire, en dehors de l'hospitalisation.
Pour l'année 2007, les services d'information médicale (les DIM) ont pu envoyer des données dites « agrégées », c'est-à-dire un compte simple de l'ensemble des actes (de la grille EDGAR) réalisés par les différents intervenants.
Les agences régionales de l'hospitalisation (ARH) souhaitaient que cette année 2007 puisse être un début qui préparerait l'année 2008 à un envoi de données de meilleure qualité et plus exhaustives.
Donc, depuis 2008, les RIMP sont saisis et seront envoyés de façon trimestrielle.
Les actes en ambulatoire seront eux adressés sous forme de RPA, résumés par acte.
Le RPA comporte notamment le type de l'intervenant :
- M : médecin
- I : infirmier(e)
- P : psychologue
- A : assistante sociale
- R : rééducateur
- E : éducateur
- S : autres intervenants
- X : plusieurs intervenants, dont médecins
- Y : plusieurs intervenants sans médecins

Il est également transmis la date, le lieu de l'acte, le type d'acte : Entretien, Démarche, Groupe, Accompagnement, ou Réunion.
Le nombre d'intervenants est précisé (dépendant de l'établissement) ainsi que le numéro de séjour.
L'ensemble des données, comme toutes celles transmises par les DIM fait ensuite l'objet d'une anonymisation, par un algorithme de hachage qui a reçu l'accord de la CNIL pour le caractère sécurisé, et la quasi impossibilité mathématique de retrouver les caractères qui ont généré la chaîne anonyme.

### Le PMSI de l'hospitalisation à domicile
Ce recueil est basé sur la notion de mode de prise en charge principale (MP) et éventuellement associée (MA). Les diagnostics ont un moindre importance pour le groupage en « GHPC » (groupe homogène de prise en charge). On tient compte aussi de l'indice de Karnofsky qui dépend de l'état de gravité du patient.

## Finalités du PMSI
À l'usage des services de l'État, de l'assurance maladie, mais aussi à usage interne, le PMSI a aujourd'hui plusieurs applications.
Pour les services de l'État, le PMSI est un outil de contrôle et de comparaison de l'activité entre les établissements.
En usage interne, les données issues du PMSI constituent des outils de gestion.
Il est pour les établissements de santé un moyen de suivre l'activité de chacun des services, et actuellement des pôles mis en place depuis 2007. Cet outil de gestion médicalisée conduit à faire collaborer de façon très proche les services de gestion, les services financiers et les services DIM.

### La tarification à l'activité
Après plusieurs années de réflexions et d'expérimentations, la tarification à l'activité a été rendue obligatoire en 2004 pour les établissements publics et en 2005 pour les établissements privés. Après une période de transition (où des correctifs étaient appliqués pour tenir compte de la situation initiale des établissements), la T2A s'applique pleinement depuis 2011 à tous les établissements aux tarifs nationaux. 
Les établissements publics adressent leurs informations mensuellement aux ARS, qui déclenchent le paiement. 
Les établissements privés indiquent le N° de GHS sur chaque facture de séjour adressée à l'assurance maladie. Ils sont rémunérés sur la base du tarif du GHS.
La tarification des actes reste différente pour les établissements publics et privés, ne serait-ce que parce que les salaires des médecins sont inclus dans le tarif du GHS dans le secteur public, et les honoraires des médecins libéraux du secteur privé sont rémunérés à part par l'assurance maladie. 
Enfin, les établissements publics touchent des dotations supplémentaires, les MIGAC, pour un certain nombre d'activités qui en général ne concernent pas le privé : enseignement et recherche, activités spécifiques telles que les transplantations d'organe, SAMU...

### La planification et l'épidémiologie
Les données agrégées (bases de GHM) transmises aux ARS par les DIM (département d'information médicale) sont une source inestimable de renseignements pour servir à la planification, nationale, régionale, voire locale. 
Cependant, les données du PMSI sont utilisées davantage comme un outil médicalisé de facturation. Si bien que souvent des codes diagnostics intéressants comme les codes en V, W, X et Y de la CIM 10 ne sont quasiment plus utilisés, car n'apportent aucun intérêt du point de vue de la valorisation.
La planification de l'offre de soins consiste à répartir au mieux les autorisations d'activité et de plateaux techniques en fonction des besoins (estimés) de la population. 
Les études diverses basées sur l'épidémiologie se servent bien entendu aussi de cette mine d'informations.

### La gestion interne des établissements
Les directeurs d'établissement, en étroite collaboration avec les directeurs financiers, directeurs médicaux et médecins DIM, se servent couramment des données du PMSI pour leur gestion interne.
La répartition des ressources entre les différentes unités fonctionnelles peut ainsi être en rapport avec leur activité.
Les prévisions de budget peuvent aussi être modulées en fonction de l'évolution des activités.

## Limites du PMSI

### Exhaustivité des données
Les dates de mise en place selon les champs ont été les suivantes :
- MCO	public en 1989 ; privé en 1997
- SSR	public en 1998 ; privé en 2003
- HAD 	en 2005
- PSY	le 29 juin 2006

La mise en place de la Tarification à l’Activité (T2A) en MCO a fortement augmenté l’intérêt des différents acteurs pour une exhaustivité à 100 % du PMSI puisque c’est le vecteur principal de la facturation. 
Cet intérêt devrait s’étendre en tache d’huile aux autres champs en fonction des choix politiques faits en ce qui concerne le mode de rémunération des prestations. 
Pour rappel, la radiothérapie privée étant facturée en consultation, elle ne fait pas partie du champ du PMSI. 

### Qualité des données
La responsabilité du codage est portée uniquement par le clinicien. Elle l’amène trop souvent à coder en utilisant des codes approximatifs, voire parfois avec un lien très éloigné avec les pathologies soignées.
Par ailleurs, un effet pervers de la T2A est le risque localisé de dévoiement du codage afin de modifier le groupage et donc d’obtenir un remboursement du coût du séjour supérieur au coût réel. Ceci s'appelle « le surcodage », et a été observé dans l'ensemble des pays où un tel système a été mis en place.
Le taux moyen d’erreurs (erreur ou oubli de codes, non-respect des règles de codage) entraînant un changement de GHM (Groupe Homogène de Malades) à l’AP-HP en 2005 était de 15-20 %[réf. nécessaire].

### Référence externe: L’échelle nationale des coûts (ENC)
La valeur du coût de chaque GHM est établie à partir de la comptabilité analytique de quelques établissements volontaires. 

#### Le principe de l'ENC
Cette étude nationale des coûts a pour objet de permettre une allocation des ressources d'assurance maladie la plus juste possible,.

#### Méthodologie de l'ENCC
- Les principes de découpage analytique
- Le plan comptable simplifié
- Les règles d'affectation des charges
- Le traitement des produits hors tarification hospitalière
- L'identification des charges des sections consommées hors des activités principales de soins
- La déduction des charges directement affectées aux séjours
- La ventilation des fonctions logistiques
- La valorisation des séjours

#### Le découpage de l'ENC
Le principe analytique est celui de l'homogénéité des sections découpées (= section d'analyse).
L'intégralité de l'établissement doit être représentée.
Une section d'analyse doit comporter une activité homogène afin de mieux identifier les financements qui s'y rattachent. ex. : isoler les coûts liés à une activité de néonatologie sans réanimation, la néonatologie avec réanimation…
Il faut donc un découpage cohérent des UF (unités fonctionnelles) et des UM (unités médicales).
L'UF, unité fonctionnelle, est la plus petite unité de l'établissement.
L'UM, unité médicale, sert à constituer le RUM. 
1. Fonction clinique
Dans le découpage des fonctions cliniques, on distingue :
Les activités MCO (Médecine, chirurgie, obstétrique)
Le SSR (soins de suite et de réadaptation, rééducation)
Les activités de psychiatrie
Les activités d'Hospitalisation à Domicile (HAD)[17]
Les Consultations et Soins externes
2. Fonction médicotechnique
3. Fonctions logistiques
Elles comportent la logistique médicale (pharmacie, stérilisation, génie biomédical, section hygiène hospitalière et vigilances) et la logistique et gestion générale (restauration, blanchisserie, services administratifs à caractère général, ou liés au personnel, section accueil et gestions des malades, hôteliers, entretien, maintenance, direction du système d'information et d'organisation, département DIM, section brancardage, transport motorisé (hors SMUR) des patients, …)
4. Redevances des praticiens libéraux et remboursements des budgets annexes
5. Activités subsidiaires
6. Missions d'intérêt général MCO

## Avenir du PMSI

### Facturation
Le projet dans les établissements publics est de mettre en place non plus un envoi mensuel des données de l'activité des établissements, mais un envoi « au fil de l'eau », où la facture partirait immédiatement à l'assurance-maladie, comme c'est le cas pour les établissements privés. 

### Amélioration de la «quantité» du codage
La montée en charge des autres champs que le MCO va amener naturellement une amélioration globale de la quantité d’informations disponibles. 

### Amélioration de la «qualité» du codage
La mise en place de la T2A s’accompagne de contrôles avec des sanctions prévues en cas d’erreur.
Il est possible d’espérer que cela suffise à augmenter la qualité des données. Toutefois ces données sont à présent des outils de facturation et non plus des données médicales. 
La notion de qualité de codage est variable selon les acteurs de la T2A.
Si l'on considère que c'est un outil de facturation :
l'établissement de santé pourra retenir des diagnostics ayant "pesé" sur le coût global du séjour (temps de soignants, de matériel, ...). Mais l'assurance maladie pourra contester certains diagnostics dont les définitions restent floues. 
Exemple 1 :
Un patient souffrant d'infection avec une fièvre à 40 °C peut avoir des prélèvements sanguins donnant lieu à des hémocultures faussement négatives, bien qu'il soit évident qu'il a une septicémie.
Pour l'assurance maladie, si les prélèvements sont négatifs, ce diagnostic et son paiement seront remis en cause.
Exemple 2 :
Un patient en fin de vie, avec un cancer métastasé, décédant à l'hôpital : à partir de quand est-il en soins palliatifs ? Et s'il décède 3 jours après son admission ? Ou une semaine ? Faut-il 2, 3 ou 4 heures de présence quotidienne d'infirmière pour estimer la lourdeur particulière d'un soin ?

### Le «chaînage»
La mise en place en 2003 de la nouvelle version du chaînage a permis d’établir une « trajectoire de soins » lors de la prise en charge d’un patient lors des différentes hospitalisations que ce soit dans le public ou dans le privé.
Le principe est qu'un patient, unique, puisse être identifié de façon anonyme, et suivi dans l'ensemble des séjours qu'il effectue, dans un service de MCO, ou de SSR, ou de psychiatrie. Le but étant de pouvoir analyser la raison de ré-hospitalisations rapprochées, les taux de ré-hospitalisation, etc.

### Interconnexion avec d’autres sources de données
La qualité des données va permettre un lien avec des fichiers externes comme celui des ALD, le cepi-DC ou les Registres.
Avec la montée en charge d’un chaînage de qualité va s’ouvrir la possibilité d’une mise en regard facilitée avec d’autres sources de données qui utiliseraient le même identifiant (SNIIRAM).
Dans cet esprit, il pourrait être intéressant de suivre avec attention le projet « Base de données Multi-Sources » de l’InVS.